# Petru Lucinschi

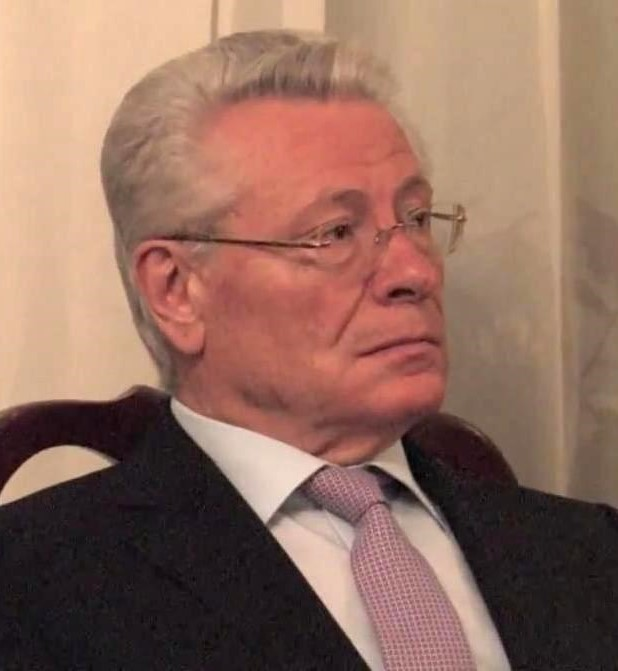
Petru Lucinschi (2012)

Petru Lucinschi (russisch Пётр Кириллович Лучинский, Pjotr Kirillowitsch Lutschinski; * 27. Januar 1940 in Rădulenii Vechi bei Florești) ist ein moldauischer Politiker.
Petru Lucinschi studierte nach dem Dienst in der Sowjetarmee Geschichte an der Universität Chișinău. Nach seiner Promotion besuchte er die Parteihochschule beim ZK der KPdSU. Von 1971 bis 1976 war er Sekretär der KP der Moldauischen Sozialistischen Sowjetrepublik. Ab 1978 war er im ZK der KPdSU in Moskau tätig, ab 1986 Mitglied im Obersten Sowjet und später Mitglied des Volksdeputiertenkongresses. Michail Gorbatschow berief ihn als Anhänger der Perestroika 1990 ins ZK-Sekretariat sowie das Politbüro.
Nach dem Zerbrechen der Sowjetunion kehrte er nach Moldau zurück und wurde Parlamentsabgeordneter, später auch Parlamentspräsident. Bei den Präsidentschaftswahlen 1996 kandidierte er als Unabhängiger. Bei der Stichwahl unterstützten ihn die Parteien des linken Spektrums. Nach dem Sieg wurde er am 15. Januar 1997 als Nachfolger von Mircea Ion Snegur im Amt des Staatspräsidenten der Republik Moldau vereidigt. 2001 folgte ihm Vladimir Voronin im Amt nach.